# برآفتاب (دورود)
برآفتاب (دورود)، روستایی از توابع بخش مرکزی شهرستان دورود در استان لرستان ایران است. از جاذبه های دیدنی این روستا بیشه پیرتون و یادمان شهدای برافتاب می باشد.

## جمعیت
این روستا در دهستان دورود قرار دارد و براساس سرشماری مرکز آمار ایران در سال ۱۳۸۵، جمعیت آن ۱۳۹ نفر (۲۴خانوار) بوده‌است.